# Dalköpinge församling
Dalköpinge församling är en församling i Skytts och Vemmenhögs kontrakt i Lunds stift. Församlingen ligger i Trelleborgs kommun i Skåne län utgör ett eget pastorat.

## Administrativ historik
Församlingen har medeltida ursprung.
Församlingen var till 1 maj 1924 i ett pastorat med Gislövs församling, före 1590-talet som annexförsamling, därefter som moderförsamling. Från 1 maj 1924 till 2002 var den moderförsamling i pastoratet Dalköpinge, Gislöv, Bösarp och Simlinge som från 1962 även omfattade Kyrkoköpinge och Gylle församlingar. År 2002 införlivades Gislövs, Bösarps, Simlinge, Gylle och Kyrkoköpinge församlingar och församlingen utgör sedan dess ett eget pastorat.

## Kyrkor
- Bösarps kyrka
- Dalköpinge kyrka
- Gislövs kyrka
- Gylle kyrka
- Kyrkoköpinge kyrka
- Lübeckakapellet (ruin)
- Simlinge kyrka